# Amparo Dávila
Pour les articles homonymes, voir Davila.
Amparo Dávila, née le 21 février 1928 à Pinos dans l’État de Zacatecas au Mexique et morte le 18 avril 2020 à Mexico, est une femme de lettres mexicaine, considérée comme un auteur important de la littérature fantastique d’Amérique latine.

## Biographie
Amparo Dávila est née dans un village minier de l'État de Zacatecas au Mexique. Trois de ses frères sont morts très jeunes, et elle est restée la seule enfant survivante. Elle a une enfance solitaire et assez malheureuse, apprenant seule à lire et s'évadant dans la lecture, en puisant dans la bibliothèque de son père,. À sept ans, elle reçoit un complément d'éducation dans une école religieuse de San Luis Potosí. À 8 ans, elle commence à écrire des poèmes et à 10 ans de courts récits. Elle lit Dante, Edgar Allan Poe, Horacio Quiroga, etc..
Sa première publication est un recueil de poésie, Salmos bajo la luna, en 1950, suivi de Meditaciones a la orilla del sueno et Perfil de soledades en 1954. Ayant gagné Mexico, elle y rencontre Alfonso Reyes, qui la guide dans ses ambitions littéraires et devient son mentor. Il l'encourage à écrire en prose. Un de ses premiers contes fantastiques, El Huesped, est publié dans la Revista Mexicana de Literatura. Ce court récit se situe dans la maison d'un couple marié habitant les régions rurales du Mexique. Le mari invite au sein du foyer une tierce personne pour une durée indéterminée. L'histoire captive rapidement l'attention du lecteur, la description de ce visiteur anonyme évoquant davantage un animal qu'un être humain. Dès cette première œuvre où elle s'ouvre au fantastique, l'écriture et le style d'Amparo Dávila sont matures.
En 1966, elle bénéficie d'une subvention du Centre mexicain des écrivains (Centro Mexicano de Escritores). En 1977, elle se voit décerner le prix Xavier-Villaurrutia pour son ouvrage Árboles petrificados.

### Famille
En 1958, Amparo Dávila se marie avec le peintre mexicain Pedro Coronel, dont elle a deux filles. Elle divorce en 1964.

## Thèmes de son œuvre
Les œuvres d'Amparo Dávila allient une sensibilité et une imagination fécondes, autour des thèmes de la mort, de la folie, du danger, de la peur, du désir et de la maladie. On cite quelquefois à propos de son univers Franz Kafka, Julio Cortázar, ou encore Adolfo Bioy Casares.

## Œuvre

### Recueils de nouvelles
- Tiempo destrozado (1959)
- Música concreta (1964)
- Árboles petrificados (1977)
- Muerte en el bosque (1985)
- Cuentos reunidos (2009)

### Poésie
- Salmos bajo la luna (1950)
- Meditaciones a la orilla del sueño (1954)
- Perfil de soledades (1954)
- Poesía reunida (2011)

### Webographie
- Notices d'autorité :   - VIAF
  - ISNI
  - BnF (données)
  - IdRef
  - LCCN
  - GND
  - Italie
  - Espagne
  - Pays-Bas
  - Israël
  - NUKAT
  - Norvège
  - WorldCat
- (es) « Dávila, Amparo », sur le site www.escritores.org.
- (es) Eric Pennington, Université Seton Hall, « Amparo Dávila’s “El huésped” and Domestic Violence », sur le site de l'Asociación  Internacional de Literatura y Cultura  Femenina  Hispánica (AILCFH), 2007.